# Die Alpha-Journalisten 2.0
Die Alpha-Journalisten 2.0 ist ein Buch, das 2009 von Stephan Weichert und Christian Zabel herausgegeben wurde.
Die Alpha-Journalisten 2.0 mit dem Untertitel Deutschlands neue Wortführer im Porträt stellt 20 Stars der deutschen Medien- und Journalistenszene dar. In den Werk werden prägende Web-Kolumnisten, Blogger und Online-Chef der deutschsprachigen Medien beschrieben. Es ist im Herbert von Halem Verlag erschienen.
Das Buch ist der Folgeband von „Die Alpha-Journalisten“.
Zu den Autoren gehören neben den Herausgebern u. a. Stefan Niggemeier Annette Milz, Thomas Schuler und Leif Kramp. Das Geleitwort schrieb Manfred Bissinger.
Zu den dargestellten Personen zählen Robert Basic, Markus Beckedahl, Wolfgang Blau, Mercedes Bunz, Katharina Borchert, Hans-Jürgen Jakobs, Thomas Knüwer, Matthias Matussek, Stefan Niggemeier, Florian Rötzer, Peter Glaser, Holm Friebe, Rainer Meyer (alias Don Alphonso), Jörg Sadrozinski, Mario Sixtus, Frank Thomsen, Jochen Wegner.

## Rezeption
Harald Keller meint in der Frankfurter Rundschau, dass Die Alpha-Journalisten 2.0 die „Fortsetzung des Erfolgsbandes ‚Die Alpha-Journalisten‘“ sei. Die in dem Buch vorgestellten Journalisten wären „in besonderem Maße durch diverse Internet-Unternehmungen bekannt geworden“. Die Herausgeber lieferten mit dem Buch „eine bündige Zusammenfassung der jüngsten Entwicklungen im Bereich der Publizistik“. Aber auch hier wird die Auswahl kritisiert.
Sabine Pamperrien meint bei Das Parlament zu 2.0, dass die Auswahl etwas willkürlich erscheine. Investigative Journalisten kämen in den Buch nicht vor, „dafür die Leiter der Online-Ausgaben großer Printmarken und bekannte Blogger“. Als lesenswert findet sie die Passagen der Einleitung, „in denen der Stand der wissenschaftlichen Diskussion über Online-Journalismus referiert wird“ und das Essay von Thomas Schuler, der darstellt, „dass Qualitätsjournalismus sich eher nicht am Bekanntheitsgrad der Akteure misst, sondern an der Seriosität der Berichterstattung“.
Das Europäische Journalismus-Observatorium meinte auf der Plattform ejo-online.eu, dass „Die Medienexperten Stephan Weichert und Christian Zabel“ „in einem bemerkenswerten Buch 20 Autoren um sich“ versammeln, „welche die führenden Köpfe im deutschsprachigen Online-Journalismus porträtiert haben.“  Das Buch vermittle „Einblicke in die Denkweisen der Blogger-Community“, „aber eben auch einen spannenden Überblick zum Stand der Kunst des Online-Journalismus“ geben.
Das Forschungsjournal Soziale Bewegungen meint, dass „die Reaktionen auf das Buch ‚Die Alpha-Journalisten 2.0‘“ zeige „wie groß die Kluft zwischen alten und neuen Medien ist“. Die Porträts zeigten, „dass die etablierten Blogger durchaus über eine journalistische Ausbildung verfügen und im Web eine ähnliche Funktion übernehmen wie der Printjournalist.“  Die Blogger trügen auch „eine Vielzahl von Informationen“ zusammen und filterten diese für ihre Leser.